# Scabiosa prolifera
Scabiosa prolifera é uma espécie do gênero botânico Scabiosa, da família das Dipsacaceae.
Suas flores são amarelas usadas para a produção de arranjos florais.